# Capronia semi-immersa
Capronia semi-immersa är en lavart som först beskrevs av Cand. & Sulmont, och fick sitt nu gällande namn av Unter. & F.A. Naveau 1999. Capronia semi-immersa ingår i släktet Capronia och familjen Herpotrichiellaceae.   Inga underarter finns listade i Catalogue of Life.